# 酢酸ロジウム(II)
酢酸ロジウム(II)（Rhodium(II) acetate）は、式Rh2(AcO)4で表される配位化合物である。AcO-は酢酸イオン（CH3CO−
2）を示す。暗緑色の粉末で、水などの極性溶媒にはわずかに溶解する。アルケンのシクロプロパン化の触媒として使用される。遷移金属カルボン酸錯体の例として、広く研究されている。

## 合成
通常、水和した塩化ロジウム(III)を酢酸(AcOH)で加熱することにより調製される。

## 構造・性質
4つの酢酸酸素原子、水、もう一つのRh原子が頂点に位置する八面体形分子構造を持つ一対のRh原子を特徴とする。Rh-Rh結合長は239pm。水配位子は交換可能で、他のさまざまなルイス塩基が結合できる。酢酸銅(II)、酢酸クロム(II)、酢酸モリブデン(II)も同様の構造をとる。
酢酸基は配位子交換反応により他のカルボン酸基や関連基に置換できる。
{\displaystyle {\ce {Rh2(OAc)4 + 4HO2CR -> Rh2(O2CR)4 + 4HOAc}}}

## 化学的性質
有機合成の分野で、結合への挿入、アルケンや芳香族のシクロプロパン化など、幅広い応用が可能である。
構造の類似する酢酸銅(II)はデオキシリボヌクレオシドよりリボヌクレオシドへの親和性が高いが、酢酸ロジウム(II)にこの性質はない。代わりに、酢酸ロジウム(II)は他のヌクレオシドよりアデノシンへの親和性が高い。

### 選択的触媒反応
C-H結合やX-H結合（X＝N、S、O）への挿入のための触媒としても使用される。
1. シクロプロパン化

ジアゾカルボニル化合物の分解により、分子内および分子間のシクロプロパン化反応が起こる。
2. 芳香族への環化付加反応

2成分系の環化付加反応だけでなく、3成分系の1,3-双極性環化付加反応も触媒する。
3. C–H結合の挿入

脂肪族および芳香族C-H結合への位置選択的な分子内および位置特異的な分子間C-H挿入（英語版）は、多様な有機化合物の合成に有用な方法である。
4. アルコールの酸化

常温のジクロロメタン中で、化学量論的量のtert-ブチルヒドロペルオキシドを用いて、アリルアルコールとベンジルアルコールを対応するカルボニル化合物に酸化できる。
5. X–H結合の挿入（X＝N、S、O）

Rh(II)カルベノイドは、アミン、アルコールまたはチオールと反応し、イリド中間体を経由して、分子内または分子間のX-H結合（X＝N、S、O）を挿入した生成物を得ることができる。